# Туровичі
Ту́ровичі — село в Україні, у Луківській селищній громаді Ковельського району Волинської області. Населення становить 131 особу.
До 23 грудня 2016 року село належало до Миляновичівської сільської ради.

## Історія
У 1906 році село Старокошарської волості Ковельського повіту Волинської губернії. Відстань від повітового міста 14 верст, від волості 5. Дворів 68, мешканців 457.
Після ліквідації Турійського району 19 липня 2020 року село увійшло до Ковельського району.

## Населення
Згідно з переписом УРСР 1989 року чисельність наявного населення села становила 137 осіб, з яких 62 чоловіки та 75 жінок.
За переписом населення України 2001 року в селі мешкали 133 особи. 100 % населення вказало своєю рідною мовою українську мову.